# Dick James
Dick James, eigentlich Richard Leon Isaac Vapnick (* 12. Dezember 1920 in London (Whitechapel); † 1. Februar 1986 ebenda) war ein britischer Sänger und Musikverleger, der die Kompositionen der Band The Beatles verwaltete und als Entdecker von Elton John gilt.

## Werdegang als Sänger
Der Sohn polnisch-jüdischer Einwanderer verließ im Jahr 1934 vorzeitig die Schule und schloss sich ab 1937 verschiedenen Londoner Tanzorchestern  als Sänger an. Erste Aufnahmen machte er 1942 mit Primo Scala & His Accordion Band, 1945 änderte er seinen Namen in Dick James, 1947 ging er zu Cyril Stapletons Jazzband. Im Juli 1948 hatte er in den USA mit dem viel gecoverten You Can’t Be True, Dear sogar einen mittleren Hit, der bis auf Rang 19 der dortigen Hitparade vordrang. Im Jahr 1949 gründete er zusammen mit Cliff Adams die Stargazers, eine reine Gesangscombo.
Im Dezember 1952 startete er eine Solokarriere, die ihn zu Parlophone führte. Die dortige erste Single I Went to Your Wedding wurde – wie alle nachfolgenden – von George Martin produziert. Seinen größten Erfolg von insgesamt über 20 Singles feierte er mit dem am 5. Dezember 1955 aufgenommenen Titelsong Robin Hood zur britischen Fernsehserie Die Abenteuer von Robin Hood, der nach Veröffentlichung am 20. Januar 1956 bis zu Rang 14 vordrang. Trotz der mäßigen Platzierung wurde die Single über 500.000 Mal verkauft. Die Serie begann am 26. September 1955, sodass sie ein wichtiges Vehikel für den Song war. Wegen seines Aussehens sah er als Interpret keine Zukunft mehr, als ihn ein plötzlicher Haarausfall glatzköpfig machte.

## Musikverleger
Bereits seit 1953 war er im Musikverlag Sidney Bron Music Co. tätig, für den er bis 1958 arbeitete und 28 Hits (davon fünf Tophits) bei britischen Interpreten unterbringen konnte. Ermutigt durch diesen Erfolg, entschloss er sich am 18. September 1961, mit Dick James Music Publishing Ltd. einen eigenen Musikverlag zu gründen. Zusammen mit zwei Angestellten verwaltete er anfangs nur drei Copyrights, darunter das von George Martin komponierte The Niagara Theme (aufgenommen vom Orchester Alyn Ainsworth am 19. Januar 1962). In jener Gründungsphase kam ein unbekannter Komponist namens Mitch Murray zu ihm, der seine Komposition How Do You Do It? von Dick James verwalten lassen wollte. James, der sein Büro in London in der Nähe der Charing Cross Road hatte, sprach seinen Produzenten aus früherer Zeit, George Martin, an. Bei diesem hatten gerade die Beatles einen Plattenvertrag erhalten und Martin suchte nach weiterem Songmaterial für die Gruppe. Ziemlich uninteressiert nahmen sie den Titel am 4. September 1962 auf und verhinderten so eine Single-Veröffentlichung. Für Dick James ergab sich jedoch eine andere geschäftliche Gelegenheit.
Der Beatles-Manager Brian Epstein war unzufrieden über die schwache Werbung für die erste Beatles-Single Love Me Do durch den EMI-Konzern und dessen Musikverlag Ardmore & Beachwood und entschied sich deshalb, einen neuen Musikverlag zu suchen. Auf Empfehlung von George Martin wandte sich Epstein an den neu gegründeten Musikverlag von Dick James. Gefragt danach, wie dieser sich die Öffentlichkeitsarbeit für die neue Single Please Please Me vorstelle, rief James den Produzenten der neuen Fernseh-Show „Thank Your Lucky Stars“ an. Er erreichte dort, dass die Beatles am 19. Januar 1963 in der populären Musiksendung auftreten durften, kurz nachdem ihre Single Please Please Me erschienen war. In kurzer Zeit konnte der junge Musikverlag zwei Tophits vermelden, nämlich How Do You Do It? in der Fassung von Gerry & the Pacemakers und From Me to You von den Beatles. Innerhalb von nur sieben Monaten hatte der Musikverlag sieben Tophits in Verwaltung. Darunter waren drei von den Beatles gesungene Eigenkompositionen, weitere zwei Beatles-Kompositionen für Billy J. Kramer & the Dakotas und eine weitere Mitch-Murray-Komposition für Gerry & the Pacemakers.

## Erfolg mit The-Beatles-Copyrights
Dick James Music Publishing sollte jedoch die Urheberrechte nicht direkt verwalten. Hierfür wurde eigens der Musikverlag Northern Songs Ltd. am 22. Februar 1963 gegründet. Mit einem Anteil von 50 % hieran hielt Dick James die Mehrheit, 40 % lagen bei den Beatles und 10 % hielt deren Manager Epstein. In den von Dick James Music verwalteten Verlag wurden bei Gründung 56 Beatles-Kompositionen eingebracht, von denen ein Teil von anderen Interpreten übernommen wurde. Die ungewöhnlichen und die Beatles benachteiligenden Beteiligungsverhältnisse sollten dazu führen, dass die eigentlichen Komponisten statt der üblichen 50 % Verlagstantiemen lediglich 20 % erhielten. Noch ungerechter waren die Verhältnisse auf dem wichtigen US-Markt. Hier wurde als Verwertungsgesellschaft eigens Maclen Inc. nach den von Dick James konzipierten Verträgen gegründet, die 50 % ihrer Verlagstantiemen an Dick James Music ausschüttete. Dadurch erhielt Dick James 75 % der Verlagseinnahmen, obwohl üblicherweise 85 % den Beatles zugestanden hätten. Der Vertrag mit Ardmore & Beechwood Ltd. hingegen hätte den Standards entsprochen.
Dick James schlug im Februar 1965 aus steuerlichen Gründen einen Börsengang der Northern Songs Ltd. vor. Nachdem die Beatles ihren Widerstand hiergegen aufgegeben hatten, wurden zunächst die Beteiligungsverhältnisse zu ihren Gunsten verändert. Dick James’ Anteil wurde auf 37,5 % gesenkt, während John Lennon/Paul McCartney als Hauptkomponisten ihre Anteile auf je 15 % erhöhen konnten. Die Beatles-Managementgesellschaft NEMS Enterprises wurde zu 7,5 % beteiligt, während George Harrison und Ringo Starr lediglich je 0,8 % erhielten. Damit sollten 28,2 % durch den Börsengang in Streubesitz gelangen. Die Hälfte hiervon erwarb ein Konsortium Londoner Investmentbanken, die ihre Anteile bis 1969 behielten.

## The-Beatles-Copyrights werden gehandelt
Das Verhältnis der Beatles zu Dick James wurde zunehmend distanzierter und kritischer, sie sprachen von ihm als dem „Mann im Anzug“, weil er durch ihre Kompositionen – ohne besondere eigene Leistung – zum Multimillionär aufgestiegen war. Der George-Harrison-Titel Only a Northern Song (auf dem Album Yellow Submarine) setzt sich kritisch mit der Situation um die Beatles-Verlagsrechte auseinander. Dick James hatte durch geschickte Beteiligungspolitik verhindern können, dass die Beatles weder jemals vollständig in den Besitz ihrer Kompositionen gekommen waren noch die standardmäßigen Tantiemequoten erhielten. Im März 1969 verkaufte Dick James seine Northern-Songs-Aktienanteile an den Fernsehsender ATV (Associated TeleVision Corporation), ohne zuvor die mitbeteiligten Beatles zu konsultieren. James befürchtete, dass der im Musikbusiness umstrittene Geschäftsmann Allen Klein, den die Beatles zur Sanierung des eigenen Labels Apple Records eingestellt hatten, Einfluss auf Northern Songs erhalten könne. Als am 20. Mai 1969 das Londoner Bankenkonsortium seine 14 % ebenfalls an ATV veräußerte, war plötzlich ATV mit 54 % mehrheitlicher Aktionär beim Beatles-Musikverlag. Zu dieser Zeit hatte der Musikverlag einen Firmenwert von umgerechnet 45 Millionen Euro.
Durch die Aktienmehrheit besaß nunmehr ATV die Kontrolle über den Beatles-Musikverlag. Kurzsichtig akzeptierten Lennon und McCartney im Oktober 1969 ein Abfindungsangebot von ATV und überließen dem Fernsehsender gegen Umtausch in ATV-Wandelschuldverschreibungen auch noch ihre eigenen Aktienanteile von insgesamt 30 % an Northern Songs, sodass ATV nunmehr mindestens über 84 % verfügte. Durch diesen Verkauf verloren die Beatles nicht nur die Sperrminorität, sondern auch die Kontrolle über die möglichen Planungen von ATV bezüglich Northern Songs. Rechtlich waren die Beatles verpflichtet, ihre Kompositionen noch bis zum Jahre 1973 durch Northern Songs verwalten zu lassen.
Paul McCartney schreibt dazu: „Allen Klein und Dick James haben unseren Verlag Northern Songs verkauft, ohne uns die Gelegenheit zu geben, ihn selbst zu kaufen.“
Der Verkauf seiner Aktien an Northern Songs hat Dick James eigenen Angaben zufolge zehn Millionen Pfund eingebracht – eine lohnende Investition: er hatte sechs Jahre zuvor lediglich 100 Pfund aufwenden müssen. Er war durch die Beatles-Verlagsrechte mit 251 Copyrights zum Multimillionär geworden. Im Jahre 1971 hatte sich sein Konzern auf 42 Gesellschaften vergrößert, deren 7000 Copyrights durch 40 Angestellte verwaltet wurden.

## Michael Jackson erwirbt The-Beatles-Copyrights
Der Kampf um die Musikverlagsrechte an 251 Beatles-Kompositionen ging in die dritte Runde. Von nun an fand eine Vielzahl von teilweise geheimen Verhandlungen zwischen Gesellschaftern und Interessierten statt, die schwer nachvollziehbar bleiben. Ausgangspunkt für das Interesse von Michael Jackson an den Verlagsrechten der Beatles-Kompositionen waren zwei Duette von ihm mit Paul McCartney. Erstes Duett war das zwischen Mai und September 1981 in den Abbey Road Studios aufgenommene und im Februar 1983 durch Unterstützung von George Martin fertiggestellte Say Say Say. Jackson weilte während jener Zeit bei den McCartneys, wo Paul ihm erklärte, wie man mit Musikverlegen Geld verdienen könne. The Girl Is Mine wurde im Gegenzug zwischen dem 14. und 16. April 1982 in Los Angeles aufgenommen und im Oktober 1982 nach Veröffentlichung 2 Millionen Mal verkauft.
Die verbliebenen drei Beatles hatten sich eigens am 25. Juli 1983 getroffen und sich darüber verständigt, die ATV-Beteiligung gemeinsam zu erwerben. Allerdings wurden sie dabei durch Dritte gehindert oder erfuhren nichts von einer Kaufchance. Durch eine Auflage der britischen Regulierungsbehörde IBA (Independent Broadcasting Authority) musste die Muttergesellschaft der ATV, die ACC (Associated Communications Cooperation) 49 % ihrer Anteile an ATV privatisieren. Bereits im September 1981 erwarb der australische Milliardär Robert Holmes à Court 25 % der nicht stimmberechtigten Vorzugsaktien an ACC, kurze Zeit später war er bereits im Besitz von 51 % des Kapitals. Anfang 1982 übernahm Holmes den Konzern für 46,5 Millionen US-Dollar vollständig. Lange Zeit blieb es unsicher, ob die lukrative Tochtergesellschaft ATV Music separiert und eigenständig zum Verkauf angeboten werden soll. Der für Asset-stripping bekannte Holmes zerlegte den Konzern schließlich in Einzelteile, sodass ATV-Music mit rund 4000 Copyrights zum Verkauf anstand.
Im September 1984 erfuhr Jackson von der Möglichkeit, den ATV-Katalog zu erwerben. Am 20. November 1984 ließ er über seinen Anwalt ein Kaufangebot von 46 Millionen US-Dollar unterbreiten. Nachdem Jackson sein Angebot auf 47,5 Millionen US-Dollar erhöhte, erhielt er Mitte August 1985 den Zuschlag. Paul McCartney, uneinig mit Lennons Witwe Yoko Ono, war nicht bereit, diese relativ hohe Summe aufzubringen.

## Elton John wird entdeckt

Fluff – Holly Golightly, eine der ersten Veröffentlichungen von DJM Records vom März 1969 (DJM 206)

Elton John – Lady Samantha

Während des – auch mit gerichtlichen Mitteln geführten – Wettbewerbes um Northern Songs hatte Dick James wieder einmal Glück. Auf ein am 17. Juni 1967 in der britischen Musikzeitschrift New Musical Express veröffentlichtes Inserat bewarb sich ein gewisser Reginald Kenneth Dwight als Talent. Toningenieur Caleb Quaye machte mit dem späteren Elton John in den DJM-Tonstudios zwischen Juni und Dezember 1967 über 30 Probeaufnahmen, von denen Dick James zunächst nichts wusste. Als er davon erfuhr, gab er dem in klassischer Musik an der Royal Academy of Music ausgebildeten Talent am 7. November 1967 zusammen mit Texter Bernie Taupin einen Verlagsvertrag mit DJM Music. Die Gründung von DJM Records folgte am 28. Februar 1969, auf dem fortan die Elton-John-Tonträger bis September 1976 im Vertrieb von Pye Records erschienen. Bis zu jenem Zeitpunkt war Elton John auch an den Verlagsvertrag mit DJM Music gebunden. Er sah 18 Kompositionen jährlich mit einer Tantieme von 10 % des Einzelhandelspreises verkaufter Platten vor.
Der Musikverlag registrierte als erste Komposition des neuen Teams I’ve Been Loving You / Here’s to the Next Time, die im Dezember 1967 / Januar 1968 produziert wurden und als Single am 1. März 1968 erschienen. Elton Johns Stimme wurde hierbei mit Overdubbing verstärkt. Der erste Erfolg für Elton John kam mit der darauf folgenden Single Lady Samantha, einer zynischen Ballade, die im Januar 1969 erschien und immerhin Airplay bei der BBC erhielt. John entwickelte sich zum prominentesten Vertreter im DJM-Katalog, denn im Jahre 1975 erreichten seine Plattenumsätze weltweit 42 Millionen Alben und 18 Millionen Singles. Das DJM-Plattenlabel konnte mit dem Instrumentalhit Groovin’ with Mr. Bloe von Mr. Bloe im Mai 1975 einen Rang zwei in Großbritannien erreichen, ansonsten wurde an den Charts weitgehend vorbei produziert. Im Oktober 1976 distanzierte sich Elton John vom Einfluss des mächtigen Dick James und veröffentlichte seine Platten auf dem bereits 1973 gegründeten eigenen Label Rocket Records („The Rocket Recording Company“), während er seine Kompositionen dem eigenen Musikverlag Big Pig Music Ltd. überließ.

## Elton John prozessiert gegen Dick James Music
Im Februar 1982 ließ Elton John einen Prozess gegen Dick James Music vorbereiten, dessen Geschäfte mittlerweile von Dick James’ Sohn Stephen James geführt wurden. Kaum waren die Probleme mit den Beatles-Urheberrechten beseitigt, sah sich der Verlag mit neuen Konflikten konfrontiert. Die Klage zielte auf die Rückgabe der vom Verlag verwalteten Urheberrechts an Elton John/Bernie Taupin-Kompositionen sowie auf Schadensersatz wegen fehlerhafter Abrechnung von Tantiemen durch ausländische Tochtergesellschaften des DJM-Verlags ab. Konkret forderte Elton John die Rückgabe von 144 Songs, die zwischen 1967 und 1973 entstanden waren. Der Schadensersatzanspruch wegen zu niedriger Abrechnungen wurde auf etwa 1 Million Pfund veranschlagt. Das Verfahren begann am 5. Juni 1985 und ermöglichte Einblicke in die finanzielle Situation der Beteiligten. Während Elton John bis Dezember 1982 insgesamt 13,4 Millionen Pfund aus dem Plattenvertrag und 1,14 Millionen aus Kompositionen verdient hatte, mussten die DJM-Verlage ihre weltweiten Gewinne von 2,6 Millionen und DJM Records insgesamt 8,5 Millionen Pfund Überschüsse offenlegen. Das Urteil vom 29. November 1985 gab Elton John Recht und bezeichnete den Verlagsvertrag mit DJM als unangemessene und harte Vereinbarung und sprach den Klägern vermutlich einen Schadensersatz von unbestätigten 5 Millionen Pfund zu.
Der Prozess hatte Dick James schwer zugesetzt, denn nicht einmal 3 Monate nach dem Urteil starb er am 1. Februar 1986 an Herzinfarkt. Sein Sohn Stephen führte die Geschäfte des mittlerweile auf 12.000 Urheberrechte angewachsenen Verlags weiter, verkaufte jedoch im Oktober 1986 an PolyGram. PolyGram wurde seinerseits wiederum 1999 im Rahmen einer Fusionswelle in der Musikindustrie Teil von Universal Music Group, und zwar von deren Konzerntochtergesellschaft Universal Music Publishing.